# Otto Dibelius
Friedrich Karl Otto Dibelius (Berlino, 15 maggio 1880 – Berlino Ovest, 31 gennaio 1967) è stato un vescovo della Chiesa evangelica tedesco.

## Biografia
Pastore luterano dal 1907, nel 1926 fu nominato Soprintendente Generale della Chiesa Evangelica di Prussia. Con la salita al potere del nazismo fu rimosso dal suo ufficio, e decise di aderire alla Chiesa confessante, opponendosi strenuamente alle politiche in tema ecclesiastico dei nazisti. Per questa ragione fu processato per tradimento, riuscendo tuttavia ad essere assolto.
Con la sconfitta del Reich nella seconda guerra mondiale, nel dopoguerra riprese l'attività pastorale in Germania Est, divenendo vescovo protestante di Berlino-Brandeburgo, portavoce del concilio della Chiesa evangelica tedesca e tra il 1954 e il 1961 presidente del consiglio ecumenico delle Chiese. La sua opposizione alla politica dirigistica degli organismi comunisti in materia di fede lo pose ben presto in una posizione difficile, e nel 1960 divenne persona non grata. Dopo la costruzione del Muro di Berlino gli fu vietato l'ingresso a Berlino Est, e trascorse gli ultimi anni di vita nel settore occidentale della città.